# Polana rixa
Polana rixa är en insektsart som beskrevs av Delong och Freytag 1972. Polana rixa ingår i släktet Polana och familjen dvärgstritar. Inga underarter finns listade i Catalogue of Life.